# 世界のスクープ映像
『世界のスクープ映像』（せかいのスクープえいぞう）は、不定期で日本テレビ系列および独立局で放送されていたバラエティ番組である。

## 概要
- 世界各国で起きたスクープ映像をVTRで放送する番組である。ナレーションだけで進行され、出演者は一切いない。
- 使用される映像は、『世界まる見え!テレビ特捜部』で放送されたものが多い。
- 日中帯でのスポーツ中継後に放送される穴埋め番組であり、系列局によってはスポーツ中継と関係なく当番組をネットしない場合もある。
- 放送時間は10分 - 30分程度である。スポーツ中継の内容によって、予定されていた放送時間に変動があったり、放送中止となる場合がある。
- 主に毎年1月に行われる全国高等学校サッカー選手権大会決勝戦中継後に放送されており、高校サッカー中継が同時ネットされる独立局の一部でもネットされる（それらの地域では、日本テレビ系列局とサイマル放送されることになる）。2012年1月9日の高校サッカー決勝戦終了後に放送されて以来現在まで一度も放送されていない[注釈 1]。

## 主なナレーター
- 関口伸
- 鈴木まどか
- 難波圭一
- 郷里大輔
- 山本圭子
- 田中和実

## ネット局
番組の性質上、ネット局には変動がある。下記は2009年1月12日放送分のネット局。
| 放送対象地域   | 放送局                 | 系列                                           | 備考   |
| -------------- | ---------------------- | ---------------------------------------------- | ------ |
| 関東広域圏     | 日本テレビ (NTV)       | 日本テレビ系列                                 | 制作局 |
| 青森県         | 青森放送 (RAB)         | 日本テレビ系列                                 |        |
| 岩手県         | テレビ岩手 (TVI)       | 日本テレビ系列                                 |        |
| 宮城県         | ミヤギテレビ (MMT)     | 日本テレビ系列                                 |        |
| 秋田県         | 秋田放送 (ABS)         | 日本テレビ系列                                 |        |
| 山形県         | 山形放送 (YBC)         | 日本テレビ系列                                 |        |
| 福島県         | 福島中央テレビ (FCT)   | 日本テレビ系列                                 |        |
| 山梨県         | 山梨放送 (YBS)         | 日本テレビ系列                                 |        |
| 新潟県         | テレビ新潟 (TeNY)      | 日本テレビ系列                                 |        |
| 長野県         | テレビ信州 (TSB)       | 日本テレビ系列                                 |        |
| 静岡県         | 静岡第一テレビ (SDT)   | 日本テレビ系列                                 |        |
| 富山県         | 北日本放送 (KNB)       | 日本テレビ系列                                 |        |
| 石川県         | テレビ金沢 (KTK)       | 日本テレビ系列                                 |        |
| 福井県         | 福井放送 (FBC)         | 日本テレビ系列/テレビ朝日系列 （クロスネット） |        |
| 中京広域圏     | 中京テレビ (CTV)       | 日本テレビ系列                                 |        |
| 近畿広域圏     | 読売テレビ (ytv)       | 日本テレビ系列                                 |        |
| 鳥取県・島根県 | 日本海テレビ (NKT)     | 日本テレビ系列                                 |        |
| 広島県         | 広島テレビ (HTV)       | 日本テレビ系列                                 |        |
| 山口県         | 山口放送 (KRY)         | 日本テレビ系列                                 |        |
| 徳島県         | 四国放送 (JRT)         | 日本テレビ系列                                 |        |
| 香川県・岡山県 | 西日本放送 (RNC)       | 日本テレビ系列                                 |        |
| 愛媛県         | 南海放送 (RNB)         | 日本テレビ系列                                 |        |
| 高知県         | 高知放送 (RKC)         | 日本テレビ系列                                 |        |
| 長崎県         | 長崎国際テレビ (NIB)   | 日本テレビ系列                                 |        |
| 熊本県         | 熊本県民テレビ (KKT)   | 日本テレビ系列                                 |        |
| 大分県         | テレビ大分 (TOS)       | 日本テレビ系列/フジテレビ系列 （クロスネット） |        |
| 鹿児島県       | 鹿児島読売テレビ (KYT) | 日本テレビ系列                                 |        |
| 宮崎県         | 宮崎放送 (MRT)         | TBS系列                                        |        |
| 沖縄県         | 沖縄テレビ (OTV)       | フジテレビ系列                                 |        |
| 岐阜県         | 岐阜放送 (GBS)         | 独立局                                         |        |
| 京都府         | 京都放送 (KBS)         | 独立局                                         |        |
| 奈良県         | 奈良テレビ (TVN)       | 独立局                                         |        |